# Видіння Гюльві
«Видіння Гюльві» або «Омана Гюльві» (давньоскан. Gylfaginning) — перша частина «Молодшої Едди», написаної Сноррі Стурлусоном приблизно 1220 року, яка іде одразу по Прологові. Містить близько 20 000 слів. Оповідає про створення та занепад скандинавських богів та інші історії зі скандинавської міфології.

## Зміст
«Омана Гюльві» оповідає про історію Гюльві, конунга «тієї землі, яку люди тепер називають Швецією». Одного разу вже обманутий однією з асинь, Гюльві вирішує дізнатися, чи усі аси вміють чаклувати й чи справді речі створюються за їх бажанням. Для цього Гюльві вирушає до Асгарду, але в дорозі аси знову обманюють його й він приїжджає в інше місце, де потрапляє у величезний палац. Там він зустрічається з людиною, яка питає його ім'я, й Гюльві представляється як Ганглері. Ганглері ведуть до конунга тієї місцевості й він постає перед трьома чоловіками: Високий, Рівновисокий та Третій.
Як й прийнято в багатьох скандинавських сагах, Ганглері має продемонструвати свою мудрість, ставлячи запитання Високому, Рівновисокому та Третьому. Усі запитання, так чи інакше, стосуються різноманітних аспектів скандинавської міфології та асів, а також створення та занепаду світу. Під кінець увесь палац та його мешканці просто розчиняються в повітрі й Гюльві лишається стояти перед пустою землею.
Вважалося, що потім, по поверненні до свого народу, Гюльві переказав почуті ним історії. Імовірно, що таким засобом Сноррі намагався задокументувати давньоскандинавську усну традицію, яка вже зникала в його час, не вступаючи у конфлікт з християнськими тенденціями сучасного йому суспільства.

## Цікаві факти
- Одна з пісень російського вікінг-метал/нордік-фольк гурту «Midgaard» називається «Видение Гюльви»[1].